# Рівняння Гельмгольца
Рівняння Гельмгольца — диференціальне рівняння з частинними похідними еліптичного типу, що має вигляд: 
{\displaystyle \Delta F+k^{2}F=0\,},
де {\displaystyle F(\mathbf {r} )} — невідома функція, {\displaystyle \Delta } — оператор Лапласа, k — параметр. 

## Зв'язок із хвильовим рівнянням
Рівняння Гельмгольца є наслідком хвильового рівняння: 
{\displaystyle \Delta \Phi -{\frac {1}{s^{2}}}{\frac {\partial ^{2}\Phi }{\partial t^{2}}}=0},
якщо його розв'язок шукати у вигляді: 
{\displaystyle \Phi =F(\mathbf {r} )e^{-i\omega t}}.
При цьому 
{\displaystyle k^{2}={\frac {\omega ^{2}}{s^{2}}}}.

## Розв'язки
Для знаходження конкретних розв'язків рівняння Гельмгольца для конкретної задачі математичної фізики потрібно доповнити граничними умовами.
Для безмежного тривимірного простору розв'язки можна записати у вигляді плоских хвиль: 
{\displaystyle F=F_{0}e^{i\mathbf {k} \mathbf {r} }},
де {\displaystyle \mathbf {k} ^{2}=k^{2}}. 
Для двовимірної задачі в полярній системі координат розв'язок зручно шукати у вигляді суперпозиції функцій Бесселя: 
{\displaystyle F=\sum _{n}(a_{n}J_{n}(k\rho )+b_{n}Y_{n}(k\rho ))e^{in\varphi }}.
Для тривимірного простору в сферичній системі координат розв'язки мають вигляд суперпозиції сферичних гармонік, помножених на сферичні функції Бесселя: 
{\displaystyle F=\sum _{lm}(a_{lm}j_{l}(kr)+b_{lm}n_{l}(kr))Y_{lm}(\theta ,\varphi )}.